# 乌什地区勒努瓦耶
乌什地区勒努瓦耶（法語：Le Noyer-en-Ouche，法語發音：[lə nwaje ɑ̃.n‿uʃ]）是法国厄尔省的一个市镇，位于该省中部偏西，属于贝尔奈区。

## 地理
乌什地区勒努瓦耶（49°0'18"N, 0°46'21"E）面积10.9 平方千米，位于法国诺曼底大区厄尔省，该省份为法国北部内陆省份，北起滨海塞纳省，西接奧恩省和卡爾瓦多斯省，南至厄尔-卢瓦省，东临瓦兹省、瓦兹河谷省和伊夫林省。
与乌什地区勒努瓦耶接壤的市镇（或旧市镇、城区）包括：乌什地区梅尼勒、博蒙勒罗歇、里勒河畔格罗莱、拉乌赛。

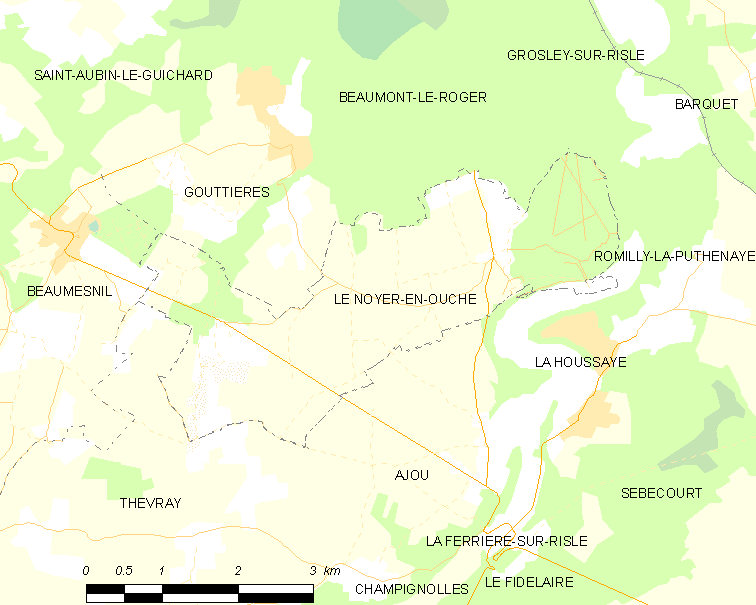
乌什地区勒努瓦耶的OSM定位图

乌什地区勒努瓦耶的时区为UTC+01:00、UTC+02:00（夏令时）。

## 行政
乌什地区勒努瓦耶的邮政编码为27410，INSEE市镇编码为27444。

## 政治
乌什地区勒努瓦耶所属的省级选区为贝尔奈县。

## 人口

1962-2008年间乌什地区勒努瓦耶人口变化图示

乌什地区勒努瓦耶于2022年1月1日时的人口数量为206人。